# الضحك عند الحيوانات

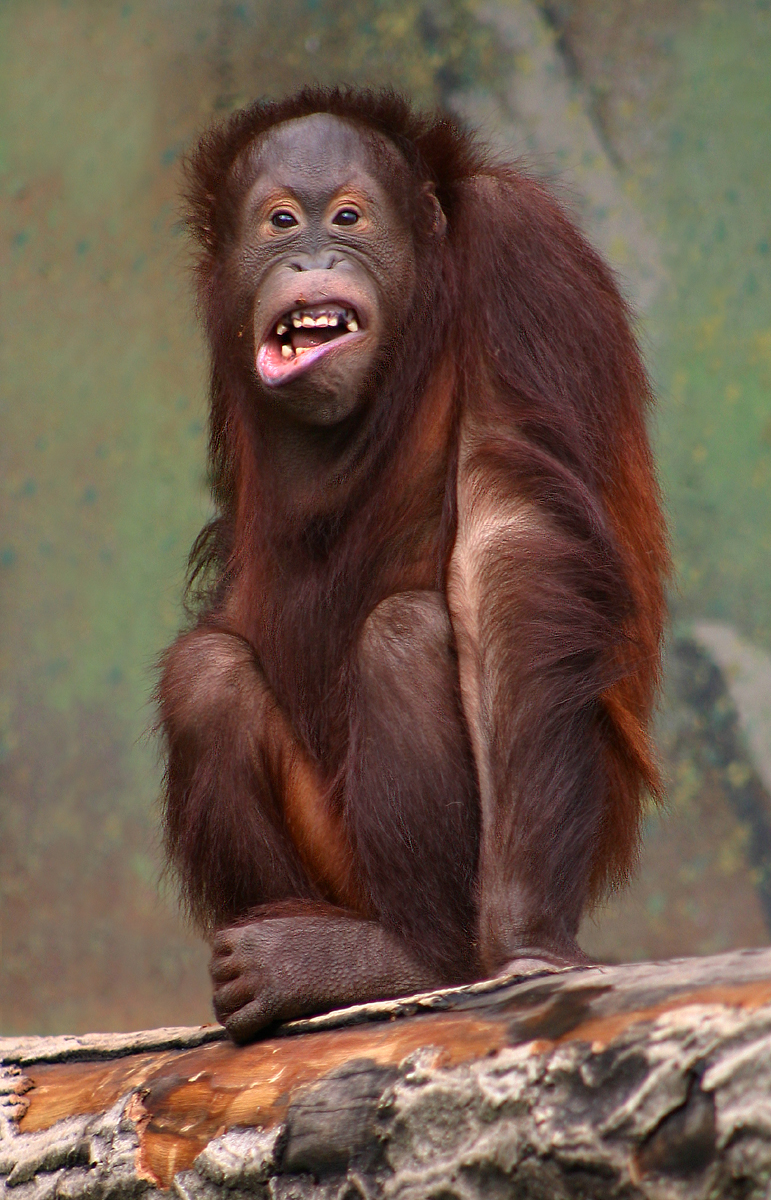
إنسان الغاب "يضحك"

يصف الضحك عند الحيوانات سلوكاً في الحيوان يشبه الضحك البشري. إذ تُظهر العديد من الأنواع غير البشرية أصواتًا تشبه الضحك البشري، وجزءًا كبيرًا من هذه الأنواع هي الثدييات، ممّا يشير إلى أن الوظائف العصبية في ظهرت في وقت مبكر من عملية تطور الثدييات.الضحك بوصفه تواصلاً موجود في أكثر من 60 نوعًا.

## القرود
تُظهر الشمبانزي والغوريلا وإنسان الغاب أصواتًا تشبه الضحك، استجابةً للتواصل الجسدي مثل المصارعة أو المطاردة أو الدغدغة. تم توثيق هذا السلوك في كل من الشمبانزي البري والحبيس. لا يمكن التعرف على ضحك الشمبانزي بسهولة للبشر على هذا النحو، لأنه يتولد عن تناوب الاستنشاق والزفير الذي يبدو أشبه بالتنفس واللهاث.يبدو مشابهاً للصراخ. قد تكون الاختلافات بين ضحك الشمبانزي وضحك الإنسان نتيجة للتكيفات التي تطورت لتمكين قدرة البشر على الكلام.
وجدت دراسة في تحليل الأصوات التي يصدرها الأطفال والبونوبو عند دغدغتها أنه على الرغم من أن ضحكة البونوبو كانت عالية التردد، إلا أن الضحكة اتبعت نفس النمط بالموجات فوق الصوتية للأطفال الرضع لتشمل تعابير وجه متشابهة. يشترك البشر والشمبانزي في مناطق حساسة متشابهة من الجسم مثل الإبطين والبطن.
أشارت الأبحاث إلى التشابه في أشكال الضحك بين البشر والقردة المتطورة (الشمبانزي والغوريلا وإنسان الغاب) عند دغدغة، مما يشير إلى أن الضحك مشتق من أصل مشترك بين أنواع الرئيسيات، وبالتالي تطور قبل نشأة البشر.

## الجرذان

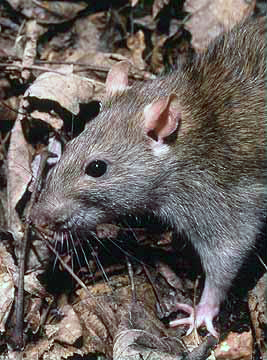
تصدر الفئران البنية صراخاً بتردد 50 كيلوهرتز أثناء اللعب الخشن والمتقلب وعند دغدغة.

تصدر الجرذان صراخاً طويلاً بموجة فوق صوتية بتردد 50 كيلوهرتز يتم تحفيزها أثناء اللعب الخشن والمتقلب وعند دغدغة البشر. يوصف الصوت بأنه "صرصرة" محدد.
والفئران مثل البشر، لديها "جلد دغدغة"، وهي مناطق من الجسم تولد استجابات ضحك أكبر من غيرها. كما أن الفئران التي تضحك أكثر من غيرها تلعب أيضًا أكثر وتفضل قضاء المزيد من الوقت مع الفئران الضاحكة الأخرى. واظهرت دراسة عدم وجود انخفاض في الميل إلى الضحك والاستجابة لدغدغة الجلد مع تقدم عمر الفئران، ومع ذلك، فقد تم تسجيل أيضًا أن نضوج المخ بعد البلوغ عند الإناث يعيد تعريف الدغدغة على أنها نافر، مما يؤدي إلى تجنبه.تظهر دراسات أخرى أن الفئران تصرصر عندما تصارع بعضها البعض، قبل تلقي المورفين، أو عند التزاوج. جرى تفسير الصوت على أنه توقع عن مكافأة.تعد الأصوات عالية التردد بالموجات فوق الصوتية مهمة في اتصال الفئران ووظيفتها لاستنباط سلوك النهج في المتلقي.
كان الهدف الأولي للبحث الذي أجراه ياك بانكسيب و جيف بورغدورف هو تتبع الأصول البيولوجية لكيفية معالجة الدماغ للعواطف والسلوك الاجتماعي. إذ قارنا صوت الفئران أثناء التفاعلات الاجتماعية بالفرح والضحك اللذين يشعر بهما الأطفال في اللعب الاجتماعي. وخلصا إلى أن أ
صوات الفئران البالغة 50 كيلوهرتز قد تعكس حالات عاطفية إيجابية (مشاعر أو عواطف)، مماثلة لتلك التي يمر بها الأطفال الذين يضحكون أثناء اللعب الاجتماعي.
المزيد من الدراسات الحديثة حققت في الحالات العاطفية للفئران بعد مداعبتها. يمكن تقييم تفاؤل الحيوان أو تشاؤمه من خلال دراسات التحيز المعرفي في الحيوانات. بعد المداعبة، تكون الفئران أكثر تفاؤلاً، مما يشير إلى أن التفاعل يستدعي حالة عاطفية إيجابية.
عندما تُعطى الجرذان النالوكسون وهو مضاد أفيوني، فإن الدغدغة لم تعد تستحضر صوت 50 كيلوهرتز، ممّا يشير إلى أن الخصائص المجزية للدغدغة يتم تعديلها بواسطة المواد الأفيونية الذاتية.

## الكلاب
تلهث الكلاب أحيانًا بطريقة تبدو وكأنها ضحكة بشرية. من خلال تحليل اللهاث باستخدام جهاز الصورة الطيفية، يختلف هذا اللهاث باختلاف الترددات. عندما تنطق الكلاب في مأوى، يمكن أن يبدأ اللعب، ويعزز السلوك الاجتماعي، ويقلل من مستويات التوتر. قارنت إحدى الدراسات سلوك 120 كلبًا تعرضوا لصوت "ضحكة كلب" مسجلة وبدون التعرض لها. قلل الصوت من السلوكيات المرتبطة بالتوتر، وزيادة هز الذيل، وعرض "وجه راغب في اللعب" عند بدء اللعب، والسلوك الاجتماعي المؤيد مثل الاقتراب ولعق الشفاه.

## الدلافين
في عام 2004، لاحظ الباحثون الذين كانوا يدرسون الدلافين في السويد مجموعة معينة من الأصوات لم يسمعوها من قبل. تتكون هذه الأصوات من دفقة قصيرة من النبضات، تليها صافرة. بعد المزيد من الملاحظات، اكتشف الباحثون أن هذه الإشارات كانت تصدر عن الدلافين فقط أثناء اللعب، وليس خلال المواجهات العدوانية. كان استنتاجهم أن الدلافين تصدر هذه الأصوات للإشارة إلى أن الموقف كان لطيفًا و / أو لا يشكل تهديدًا، وللمساعدة في منعه من التصعيد إلى شيء مثل قتال حقيقي. ووفقًا لعلماء النفس، هو سبب وجود الضحك في المقام الأول، مما يشير إلى أن هذه الأصوات كانت بمثابة ضحكة الدلفين للإنسان.